# Glischrocaryon roei
Glischrocaryon roei är en slingeväxtart som beskrevs av Stephan Ladislaus Endlicher. Glischrocaryon roei ingår i släktet Glischrocaryon och familjen slingeväxter. Inga underarter finns listade i Catalogue of Life.